# Prieuré Notre-Dame de Lanville
Le prieuré Notre-Dame de Lanville était situé sur le territoire de la commune de Marcillac-Lanville, dans le département de la Charente. Ruiné après la Révolution française, il en subsiste des vestiges du cloître et de la salle capitulaire, le bâtiment prioral et l'église qui restent les éléments les plus remarquables de cet ancien prieuré.

## Histoire du prieuré

### Fondation
La date de fondation du prieuré de Lanville nous est inconnue. Mais il est vraisemblable qu'il fut fondé au début du XIIe siècle sous les auspices de l'évêque d'Angoulême, Girard II.
Vers 1120, il adopta la règle des Chanoines réguliers de saint Augustin dits « chanoines noirs »

### Guerres, pillages et destructions
Le prieuré a beaucoup souffert des guerres de religion, surtout celle de 1568, pendant laquelle ses titres furent pour la plupart détruits. Cependant, il parvint à récupérer ses biens, mais le prieuré et l'église étaient gravement endommagés.
Le prieuré de Lanville ne cessa jamais d'être conventuel, et garda son indépendance jusqu'en 1652. À cette époque, il fut rattaché à la Congrégation de Francedont l'abbaye-mère était l'abbaye Sainte-Geneviève de Paris.

### Disparition du prieuré
Le 2 novembre 1789, l'Assemblée nationale adopta le décret des biens du clergé mis à la disposition de la Nation. Le décret du 13 février 1790, interdit les vœux monastiques et supprima les ordres religieux réguliers excepté ceux chargés de l'éducation et des soins aux malades et aux vieillards. La constitution civile du clergé adoptée par l'Assemblée constituante, le 12 juillet 1790, prévoyait dans son article 20 que : « Tous les abbayes et prieurés en règle ou en commende, de l'un et de l'autre sexe [...] sont [...] éteints et supprimés [...] ». De ce fait, le prieuré de Lanville cessa d'exister, son église devenant l'église paroissiale de la commune.
Le 9 juin 1793, les bâtiments et terres du prieurés furent vendus en tant que bien national pour la somme de 48 000 livres.

### Sauvegarde de l'église et des ruines du prieuré
La façade de l'église s'écroula, le 8 février 1904, entraînant dans sa chute une travée de la nef. Une nouvelle façade, plus sobre, fut édifiée en 1910-1912 grâce à la générosité d'une famille de la commune, afin de protéger les deux travées restantes. Au cours de l'hiver 1942-1943, la voûte de la deuxième travée s'effondra à son tour. Une cloison de bois fut alors construite fermant l'édifice à la limite de la croisée du transept et de la nef.
L'église et les ruines du cloître et de la salle capitulaire sont protégées en tant que monument historique : classement de l'église le 3 février 1942 ; ruines du cloître et de la salle capitulaire le 28 mai 1942. Les bâtiments prioraux sont protégés en tant que monument historique : inscription du 13 juin 1991
Laissés à l'abandon, les vestiges du prieuré ont été préservés de la destruction totale grâce à l'action du club Marpen qui, à partir de 1971, entreprit le déblaiement des vestiges de la salle capitulaire, le rejointoiement de ses murs, la couverture de la sacristie protégeant ses voûtes gothiques... De 1974 à 1976, les travaux dans l'absidiole sud (décapage des murs, rejointoiement...) ont permis de mettre au jour une peinture murale et un fragment de statue de moine encapuchonné datant du XVIIe au XVIIIe siècle,,. Les stalles du chœur ont été restaurées à partir de 1977 par un ébéniste de Charmé, Abel Barbari.
Parallèlement, le service des Monuments historiques entreprit la restauration du bras est du transept qui menaçait de s'effondrer.
Dans un second temps, les voûtes gothiques de la nef ont été refaites et des vitraux modernes réalisés pour les fenêtres de la nef du transept, des absidioles et du chœur.

## L’église prieurale

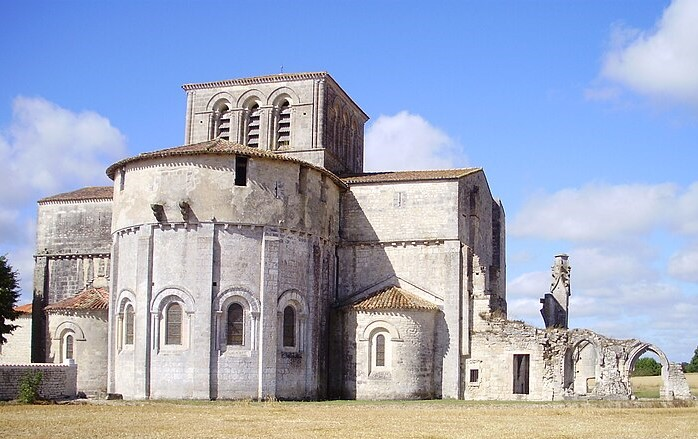

L'église de Lanville était celle du prieuré conventuel, sa construction remonterait au début du XIIe siècle. Le choeur et le transept ont été rehaussés à la fin du Moyen Äge ou au XVIe siècle.
Les dimensions de l'édifice sont les suivantes :
- longueur totale : 48 m à l'origine ;
- longueur de la nef : 27,70 m ;
- longueur du transept : 27,15 m ;
- largeur de la nef : 9 m ;
- largeur du transept : 8,80 m ;
- largeur de chaque absidiole : 4,50 m[7].

### Extérieur de l'édifice
La façade était un beau spécimen de l'art roman angoumoisin, très simple, harmonieuse et originale. Malheureusement, en 1903, la présence d'un ruisseau canalisé ayant fragilisé les fondations de l'édifice, la façade s'écroula ainsi que la travée de la nef attenante. Grâce à la générosité d'une famille de Marcillac-Lanville, une façade fut construite afin de protéger de la ruine les deux travées subsistantes. La façade actuelle est d'une grande sobriété et ne reprend pas le décor de la façade originelle.
Le clocher carré est percé de belles lancette romanes. Il a contenu trois cloches, qui ont été fondues entre 1620 et 1635.
Le haut des murs extérieurs est parcouru par une guirlande de modillons. Sur le mur extérieur du chœur, on peut encore voir des épitaphes gravées indiquant la présence passée d'un cimetière.

### Intérieur de l'église
Le plan de l'église est celui d'une une croix latine, formée d'une nef unique à trois travées qui mesurait à l'origine 30 m de long sur 10 m de large.
Le voûtement originel de la nef fait l'objet d'un débat. L'hypothèse de coupoles surmontant chacune des travées reste incertaine car aucune trace de l'existence de ces coupoles n'est visible dans l'architecture de la nef. Il semble plus probable que des voûtes sur croisée d'ogive ont été construites soit dès l'origine soit plus tardivement, au début du XVe siècle. La croisée du transept est couverte d'une grande coupole sur pendentif. 
L'abside est vaste, voûtée en cul-de-four avec sur chacun des bras du transept, voûtés en berceau, une absidiole. Les murs de l'abside et des transepts ont été surélevés au XVIe siècle.

L'église de Lanville
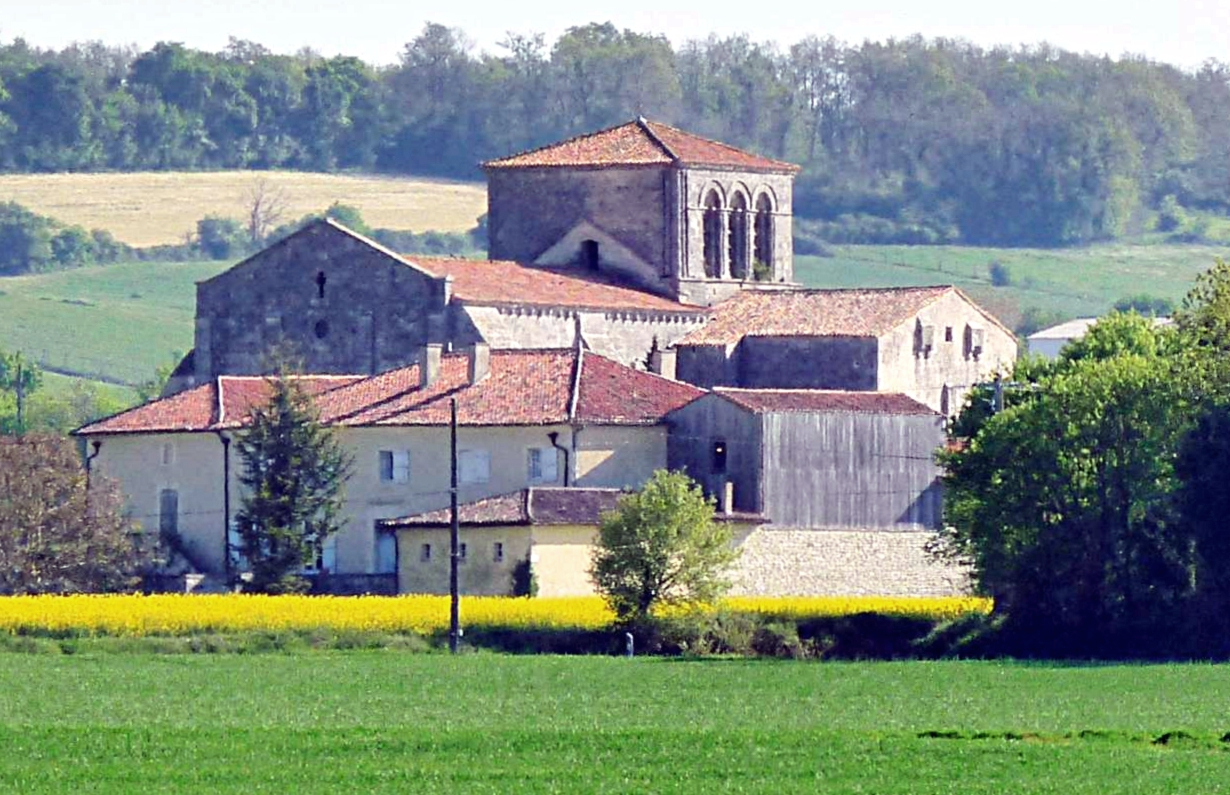
Vue du sud-ouest.
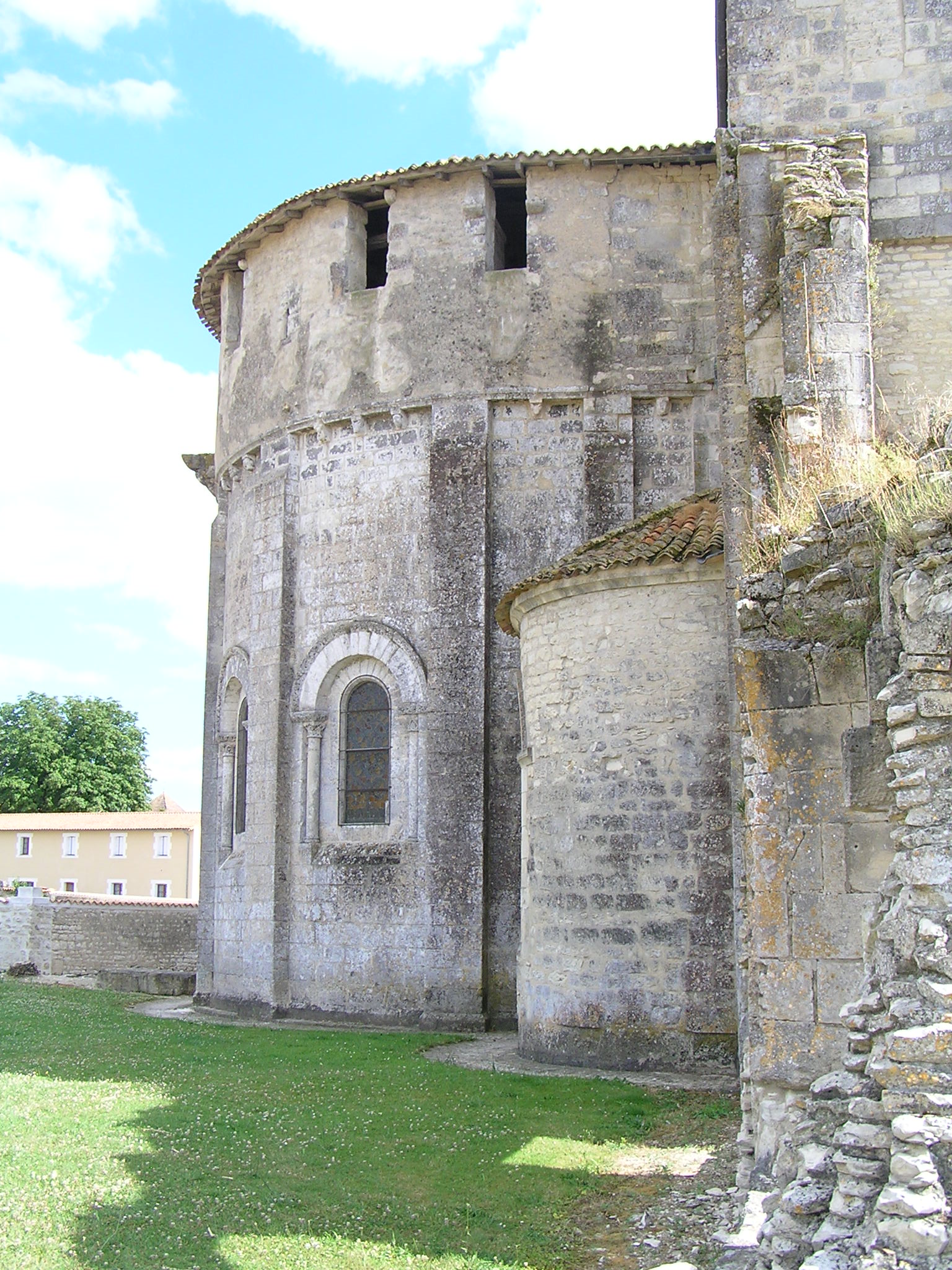
Le chevet.
Façade du bras sud du transept.
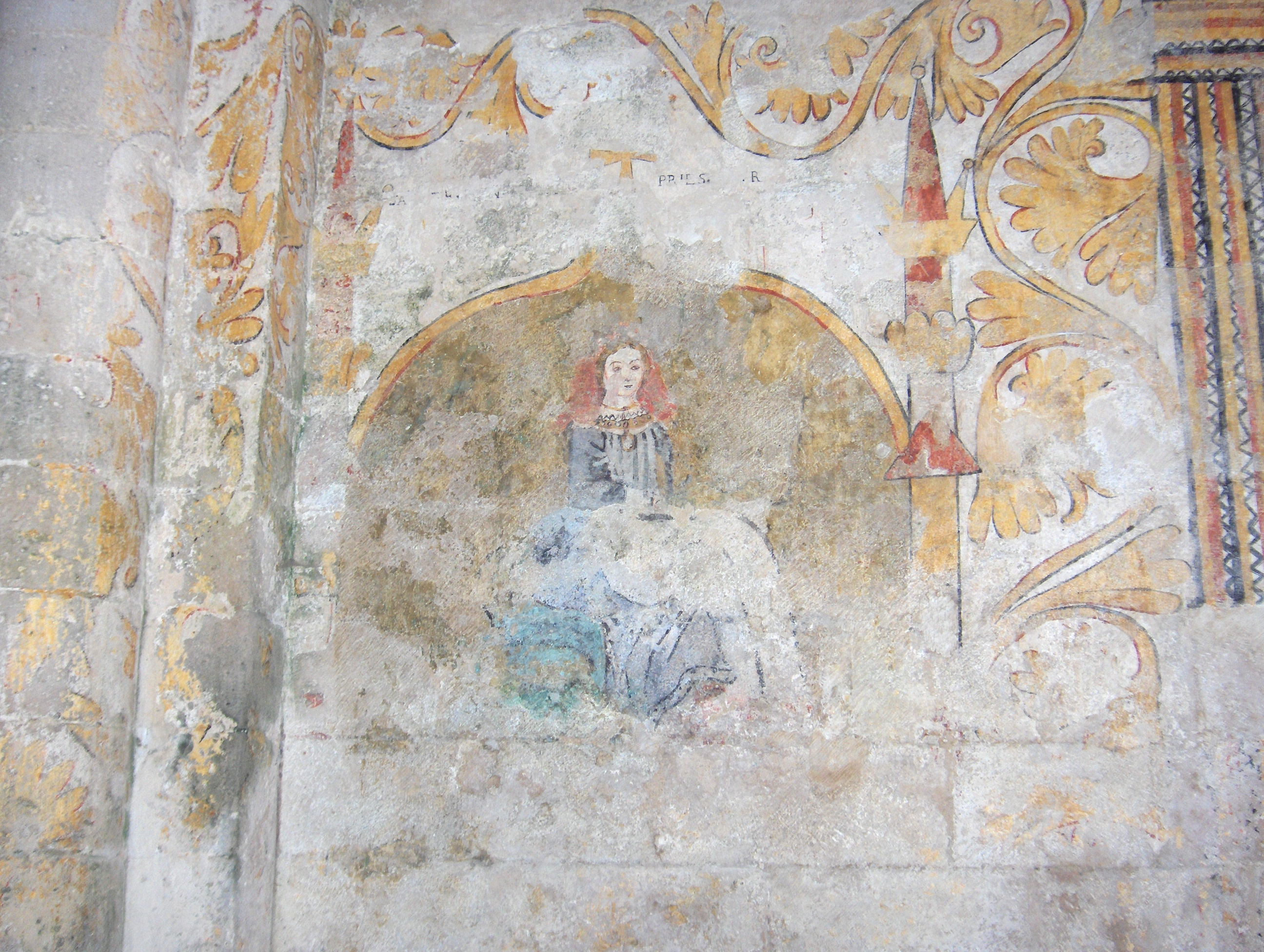
Peinture murale dans l'église.

On peut voir, au nord de l'église, les restes complètement ruinés d'un cloître et d'une salle capitulaire du début XVIe siècle.

Vestiges du cloître
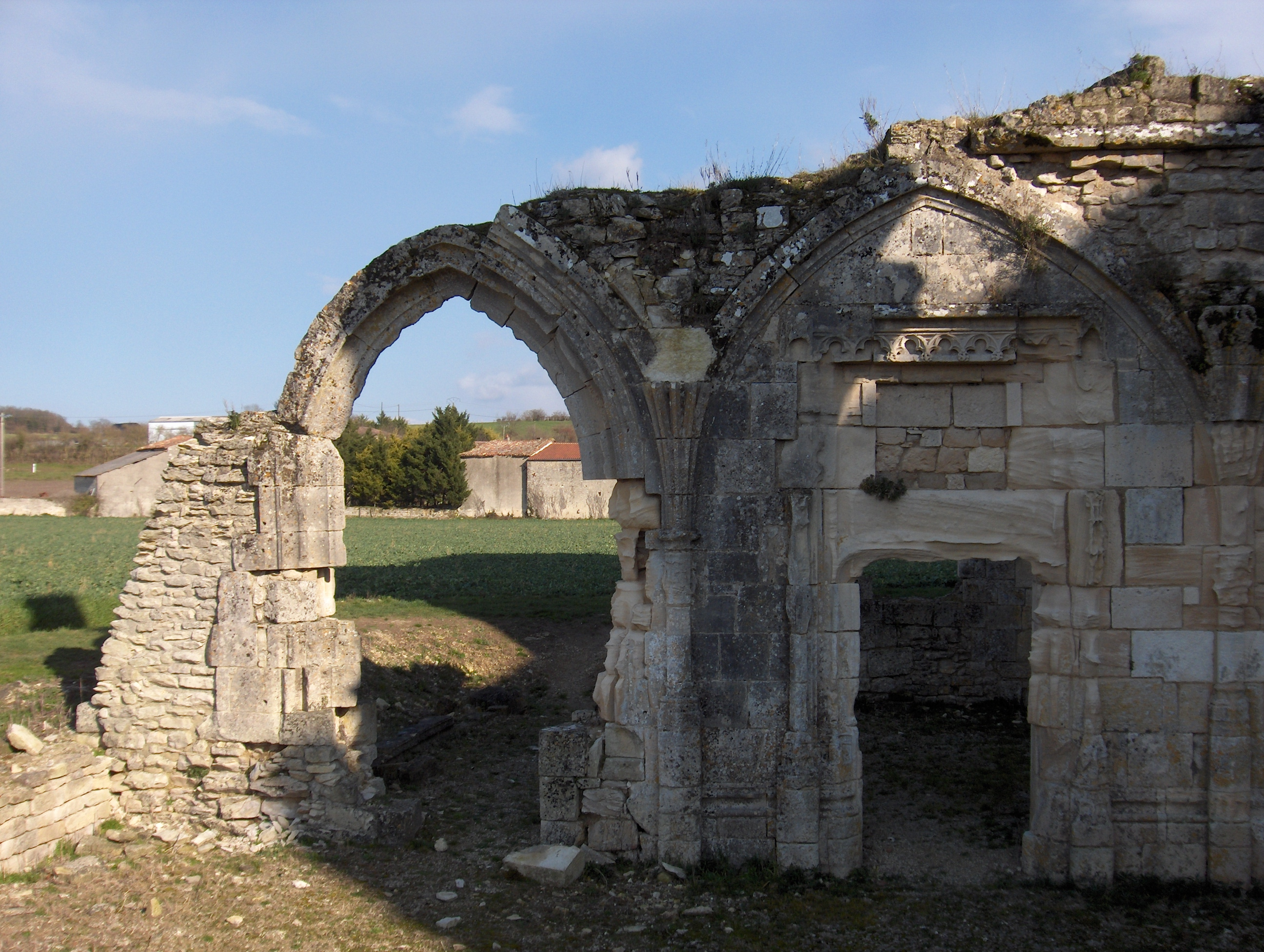
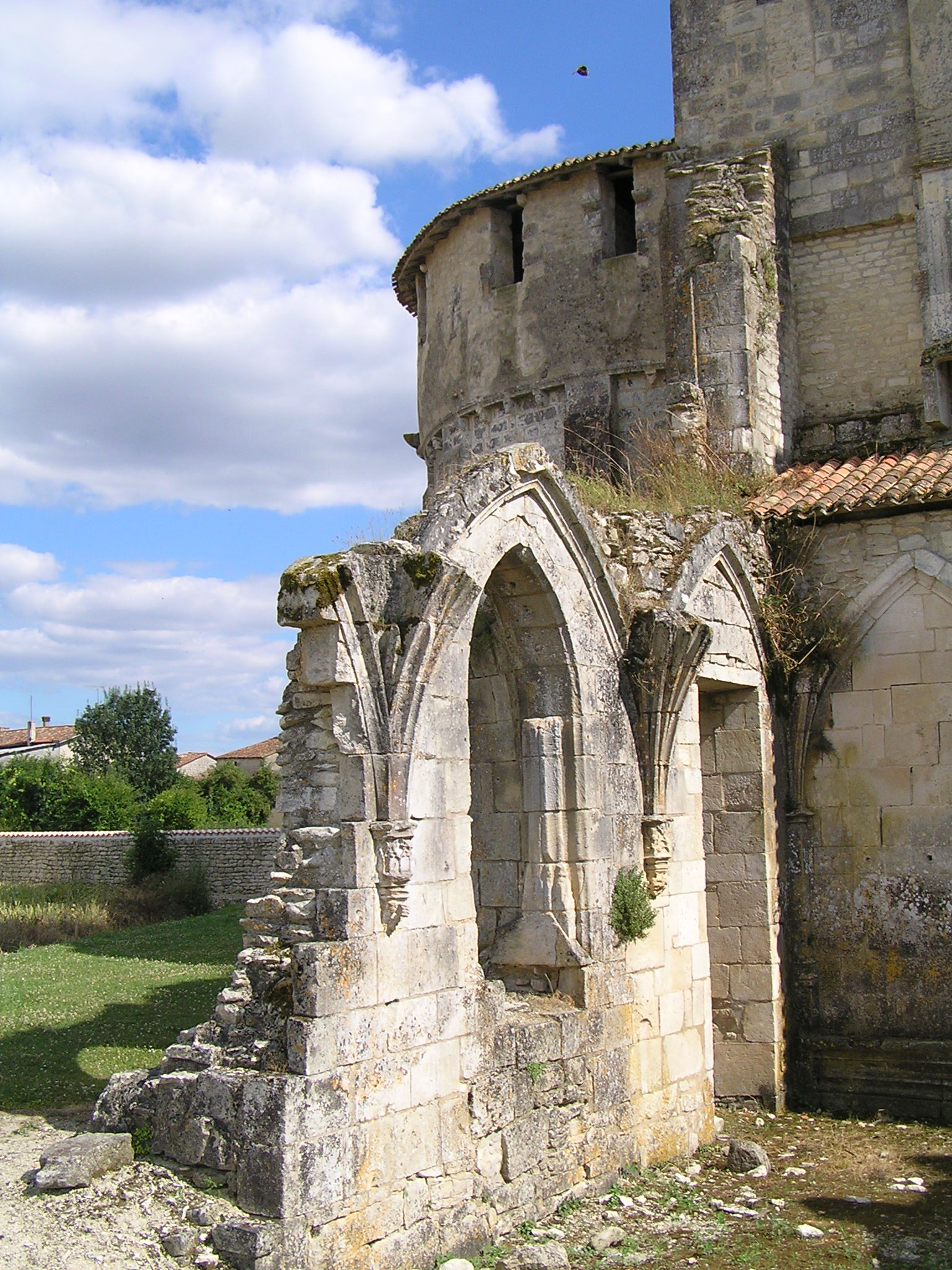
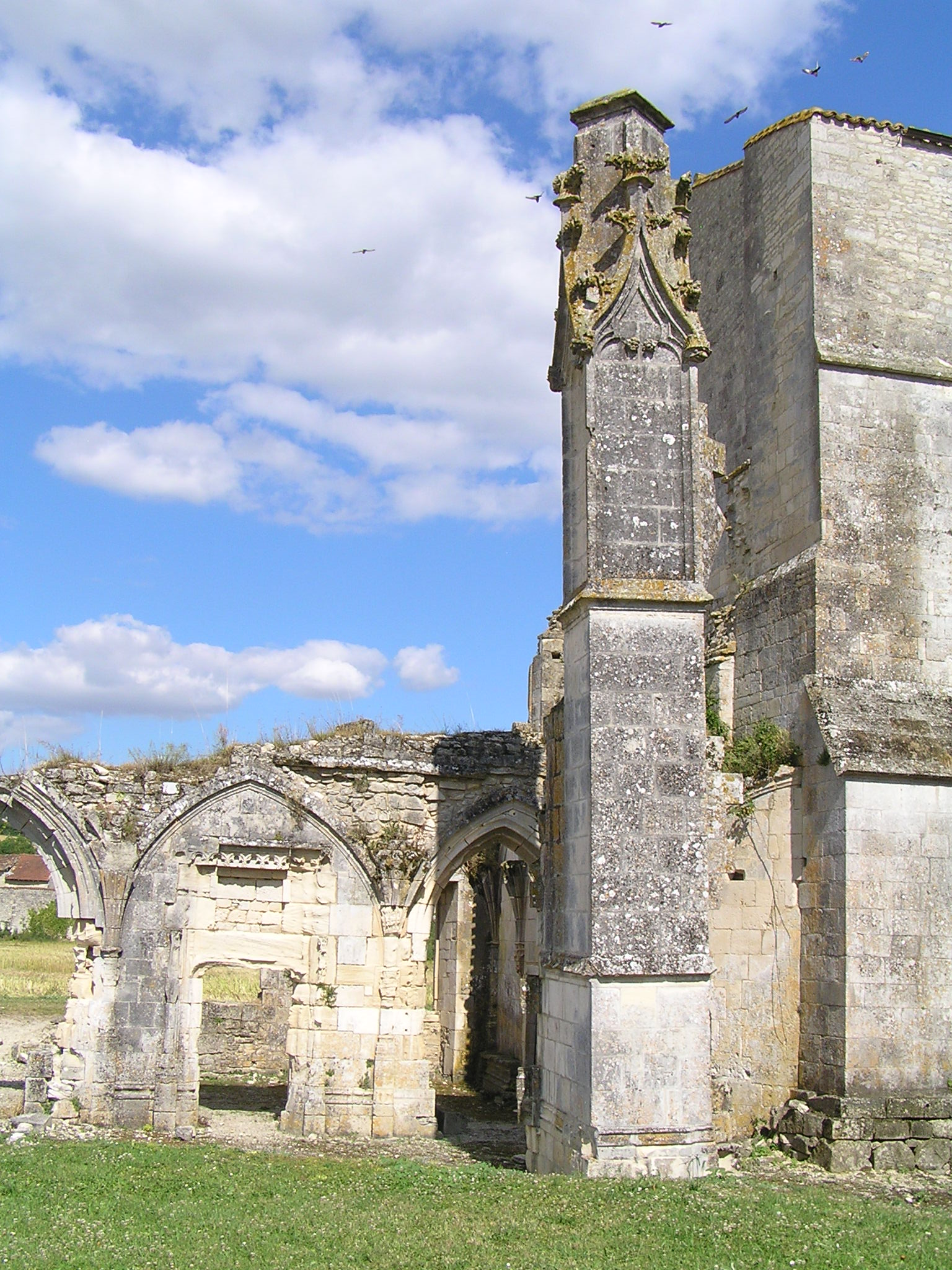

## Le logis prioral
Les bâtiments prioraux encore existants datent en grande partie des XVIIe et XVIIIe siècles.
Le logis du prieur se compose d'un bâtiment principal, flanqué de deux ailes nord et sud constituant les dépendances. Le corps de logis de plan rectangulaire s'ouvre, à l'ouest, sur une terrasse en surplomb d'un bassin enjambé par un pont-escalier. Une longue cave en berceau en anse de panier supporte le bâtiment.
L'aile nord a conservé quelques ouvertures des XIVe et XVe siècles. Une longue cave voûtée en berceau brisé parcourt toute la longueur de cette aile. L'aile sud comprend des ouvertures en plein cintre alternant avec de petites baies rectangulaires datant vraisemblablement du XVIIe siècle.